# Erskine Records
Erskine Records connue également sous le nom de Erskine est un label discographique britannique fondé par le chanteur anglais Harry Styles en 2016,. Ce label opère comme filiale pour Sony Music Entertainment.

## Artistes du label
| Artiste       | Année de signature |
| ------------- | ------------------ |
| Harry Styles  | 2016               |
| Mitch Rowland | 2023               |